# TIAL1
TIAL1 (англ. TIA1 cytotoxic granule associated RNA binding protein like 1) – білок, який кодується однойменним геном, розташованим у людей на короткому плечі 10-ї хромосоми. Довжина поліпептидного ланцюга білка становить 375 амінокислот, а молекулярна маса — 41 591.
| 10         |  | 20         |  | 30         |  | 40         |  | 50         |
| ---------- |  | ---------- |  | ---------- |  | ---------- |  | ---------- |
| MMEDDGQPRT |  | LYVGNLSRDV |  | TEVLILQLFS |  | QIGPCKSCKM |  | ITEHTSNDPY |
| CFVEFYEHRD |  | AAAALAAMNG |  | RKILGKEVKV |  | NWATTPSSQK |  | KDTSNHFHVF |
| VGDLSPEITT |  | EDIKSAFAPF |  | GKISDARVVK |  | DMATGKSKGY |  | GFVSFYNKLD |
| AENAIVHMGG |  | QWLGGRQIRT |  | NWATRKPPAP |  | KSTQENNTKQ |  | LRFEDVVNQS |
| SPKNCTVYCG |  | GIASGLTDQL |  | MRQTFSPFGQ |  | IMEIRVFPEK |  | GYSFVRFSTH |
| ESAAHAIVSV |  | NGTTIEGHVV |  | KCYWGKESPD |  | MTKNFQQVDY |  | SQWGQWSQVY |
| GNPQQYGQYM |  | ANGWQVPPYG |  | VYGQPWNQQG |  | FGVDQSPSAA |  | WMGGFGAQPP |
| QGQAPPPVIP |  | PPNQAGYGMA |  | SYQTQ      |  |            |  |            |

A: Аланін

C: Цистеїн

D: Аспарагінова кислота

E: Глутамінова кислота

F: Фенілаланін

G: Гліцин

H: Гістидин

I: Ізолейцин

K: Лізин

L: Лейцин

M: Метіонін

N: Аспарагін

P: Пролін

Q: Глутамін

R: Аргінін

S: Серин

T: Треонін

V: Валін

W: Триптофан

Кодований геном білок за функцією належить до фосфопротеїнів. 
Задіяний у таких біологічних процесах, як апоптоз, ацетилювання, альтернативний сплайсинг. 
Білок має сайт для зв'язування з РНК. 
Локалізований у цитоплазмі, ядрі.